# Kantaridin
Kantaridín (grško kántharos – hrošč, mehkužec) je strupeni terpenoid, ki ga izloča mnogo vrst hroščev, med katerimi je najbolj znana španska muha (Lytta vesicatoria). V ljudskem zdravilstvu je bil dolgo časa uporabljen kot afrodiziak, v dermatologiji pa se od 20. stoletja uporablja za zdravljenje bradavic in določenih virusnih okužb.

## Zgodovina
V ljudskem zdravilstvu mnogih narodov po svetu je bil kantaridin uporabljen za zdravljenje različnih težav, kot so razjede (ulkusi), bradavičaste kožne tuberkuloze (skrofuloderme) in furunkli, pa tudi kot splavilo (abortiv) ter protitumorsko in protisteklinsko (antirabično) sredstvo. V Evropi je njegovo uporabo opisal Pedanios Dioskorides v monografiji Materia Medica, okoli 100 do 50 let pr. n. št. Hipokrat je predpisoval kantaridin za zdravljenje oteklin (edemov).
Kantaridin ima sicer slabi sloves kot afrodiziak že iz časov zgodnjih zahodnih sredozemskih kultur, kar izhaja zaradi številnih zlorab, še posebej v odmevnih aferah. V času Antičnega Rima je Livija, žena Avgusta Cezarja, znana po svojih spletkah, pogosto zmešala izvlečke španske muhe v hrano gostov z namenom, da bi z njimi spala in jih nato izsiljevala. Še eden od znanih primerov zlorabe se je zgodil leta 1772, ko je francoski aristokrat Markiz de Sade verjetno zastrupil več prostitutk z bomboni, ki so vsebovali omenjeno spojino, z namenom povečanja spolnega užitka.
Samo spojino je leta 1810 izoliral francoski kemik Pierre Robiquet iz španske muhe. Dokazal je, da je spojina odgovorna za agresivne učinke na koži pri dotiku jajčec hrošča ter da ima zelo strupene učinke na organizem, ki so se v času 19. stoletja lahko primerjali z drugimi najsmrtonosnejšimi strupi v tistem času, kot je strihnin.
Dandanes se lahko kantaridin v obliki izvlečkov iz španske muhe še vedno kupi v določenih trgovinah ali preko erotičnih spletnih strani, čeprav je njegova prodaja nelegalna.

### Kantaridin in FDA
Kot zdravilo za zdravljenje kožnih bolezni se je kantaridin nemoteno uporabljal od 50-ih let dvajsetega stoletja do posebnega akta leta 1962, s katerim je Urad za prehrano in zdravila (FDA) od proizvajalcev zahteval podatke o učinkovitosti zdravil. Zaradi pretečenega roka za dobavo podatkov je FDA umaknil zdravilo iz trga. Kljub temu bi se lahko v prihodnosti status zdravila spremenil, saj so bili proti koncu 90-ih let v aktu uvedeni določeni popravki, zaradi katerih bi lahko zdravnik ali lekarnar predpisal zdravilo, v katerem je ena izmed učinkovin kantaridin, dokler slednji ne bi predstavljal resne grožnje bolnikovemu zdravju.

## Vedenjska ekologija
Kantaridin je vezikant, ki ga proizvajajo piščnjaki in travnice (Meloidae), ki spadajo v red hroščev. Trenutno je znanih več kot 1.500 tovrstnih hroščev. Niso agresivne živali, saj ne pičijo ali ugriznejo žrtve, tako da je izpostavitev kantaridinu bolj ali manj naključen pojav, kar je veljalo predvsem v preteklosti zaradi zaužitja pripravkov z namenom domnevnega spodbujanja spolne sle, v današnjem času pa so mehurčkaste spremembe na koži zaradi stika s hroščem sezonski pojav. 
Spojina se nahaja v hemolimfi hroščev in je pomembna v smislu kemične obrambe pred plenilci. Spojino sicer sintetizirajo samo samci, samice pa jo dobijo od samcev kot »svatbeno darilo«. Samice obdajo tudi jajčeca s kantaridinom in jih tako zaščitijo pred plenilci.
Količina kantaridina se v hroščih razlikuje od vrste do vrste: npr. v rodu Epicauta vsebuje vrsta E. pennsylvanica le 0,2 mg, E. immaculata pa 4,8 mg spojine. Pri tem velja, da imajo samci večjo količino spojine kot pa samice.
Glede na mesto nahajanja spojine velja, da je za zmanjšanje verjetnosti izpostavitve spojini bolje odpihniti hrošča s površine kože kot pa ga odstraniti ročno, saj lahko pri tem stremo telo hrošča, s tem pa se hemolimfa s strupeno učinkovino razlije po koži.

## Mehanizem delovanja
Spojina se absorbira v lipidne plasti celičnih membran celic v pokožnici (epidermisu), kar sproži aktivacijo ali pa sprostitev nevtralnih serinskih proteaz. Slednje povzročijo degeneracijo dezmosomov, ki povezujejo sosednje celice, saj se tonofilamenti ločijo od dezmosomov. To privede do akantolize, tj. medsebojne ločitve celic trnaste plasti pokožnice zaradi propada medceličnih mostičkov, in nastanka mehurjev na koži. Lezije se sicer zacelijo brez brazgotinjenja, saj niso prizadete zarodne plasti kože.
Kantaridin v resnici ni pravi afrodiziak, saj ne povečuje spolne sle, pač pa te lastnosti izhajajo iz draženja urogenitalnega trakta (tj. spolovil in sečil).

## Klinična uporaba
Učinkovino se v dermatologiji uporablja za zdravljenje nekaterih kožnih bolezni, kot so bradavice in virusne okužbe, npr. molluscum contagiosum (molusk). Aplikacija je topična in povzroči nastanek mehurjev na mestu nanosa po enem ali dveh dneh. Pri uporabi se je potrebno izogibati sluznic in območij blizu očes zaradi nevarnosti erozije beločnice. Ob pravilni uporabi so zapleti zelo redki, sicer pa se lahko prehodno pojavijo rdečina (eritem), blaga do zmerna bolečina, občutek žarenja in srbenje (pruritus). Pri večini bolnikov, obolelih za moluskom, se stanje vidno izboljša po uporabi kantaridina.

## Zastrupitev s kantaridinom
Zastrupitev je običajno posledica zaužitja pripravkov afrodiziaka, pri otrocih pa nemalokrat tudi zaužitja samih hroščev. Pri človeku znaša srednji smrtonosni odmerek (LD50) okoli 1 mg/kg telesne teže. Stopnja poškodbe je neposredno odvisna od količine vnesenega strupa in količine maščob, ki so prisotne v prebavnem traktu ob zaužitju, saj maščobe promovirajo absorpcijo spojine. Pri živalih so na kantaridin še posebej občutljivi konji, pri kateri znaša LD50 prav tako okoli 1 mg/kg telesne teže; zastrupitev je navadno posledica prehrane s senom lucerne, v katerem se nahaja večja količina mrtvih hroščev.
Potrebne količine učinkovine so torej zelo majhne, razmerje med srednjim terapevtskim in srednjim smrtonosnim odmerkom pa je zelo majhno, kar torej pomeni, da je terapevtski indeks zelo ozek. To predstavlja veliko nevarnost pri uporabi pripravkov za spodbujanje spolne sle, saj je njihova uporaba nemalokrat količinsko pretirana, s tem pa je verjetnost zastrupitve toliko večja.
Simptomi in znaki zastrupitve so neznačilni. Pri zaužitju se v nekaj minutah pojavi žareči občutek na v ustni votlini in žrelu. Kmalu zatem se pojavijo motnje pri požiranju (disfagija), trebušni krči in bruhanje s prisotnostjo krvi (hematemeza). V hujših primerih lahko nastopi popolna izguba normalne sluznice prebavnega trakta. Po tem se lahko pojavijo bolečine v ledvenem delu, disurija (ovirano ali boleče uriniranje), proteinurija in hematurija (prisotno beljakovin in krvi v urinu, po vrstnem redu) ter ledvična odpoved, redkeje pa koagulopatija, krči in ohlapna ohromelost (flakcidna paraliza), podobna Guillain-Barréjevem sindromu.

### Zdravljenje
Zastrupitev s kantaridinom se lahko potrdi s plinsko kromatografijo in masno spektrofotometrijo. Zdravljenje je v glavnem podporno, saj ne obstaja protistrup (antidot). V primeru topične izpostavitve kože se prizadeti del očisti z acetonom, etrom ali alkoholom, s čimer se razredči in nevtralizira strup. Mesto se nato temeljito očisti še z milom in vodo. V primeru zaužitja je potrebno zaužiti velike količine vode, izogibati pa se potrebno hrani z maščobami (npr. mleku). Bruhanje se ne sme izzvati, saj lahko pride do večjih poškodb zaradi ponovne izpostavitve sluznice. Za aktivno oglje ni trdnih dokazov, da bi bilo učinkovito. Zaradi podpornega zdravljenja in lajšanja bolečin je nemalokrat potrebna hospitalizacija.

## Raziskave
Raziskave na kultiviranih tumorskih celicah so pokazale, da bi analogi kantaridina lahko imeli protitumorsko delovanje preko inhibicije proteinske fosfataze 2A.
Topična uporaba na živalskih modelih je pokazala, da bi kantaridin lahko imel določen terapevtski učinek pri zdravljenju kožne lišmanioze.